# Alchemilla epidasys
Alchemilla epidasys es una especie de planta del género Alchemilla, perteneciente a la familia Rosaceae.

## Taxonomía
Alchemilla epidasys fue descrita por Rothm. en 1937.

## Distribución
Se encuentra en el territorio noreste de Turquía hasta el Cáucaso.